# Port lotniczy Seguela
Port lotniczy Séguéla – międzynarodowy port lotniczy położony w Séguéla na Wybrzeżu Kości Słoniowej.